# پومژدین
پومژدین (به بلغاری: Pomezhdin) یک منطقهٔ مسکونی در بلغارستان است که در شهرستان گئورگی دامیانوو واقع شده‌است.